# Pierre de Froidmont
Pierre de Froidmont (* 7. Januar 1997) ist ein belgischer Cross-Country-Mountainbiker.

## Sportlicher Werdegang
De Froidmont bekam im Alter von 12 sein erstes Fahrrad und fand so sehr Gefallen daran, dass er Mountainbiken als Sport aufnahm. 2015 wurde er bei den Junioren belgischer Meister im olympischen Cross-Country. In seiner Zeit in der U23 war sein wertvollstes Resultat ein fünfter Platz im Weltcup-Rennen 2018 von Stellenbosch. Zugleich machte er eine Ausbildung als Sportlehrer, die er 2020 abschloss.
2021 stand er erstmals bei den belgischen Elite-Meisterschaften als Dritter auf dem Podest. 2022 hatte er auch international gute Resultate im Weltcup, darunter einen fünften Platz in Mont Sainte-Anne und einen sechsten in Petrópolis. 2023 war er Sechster bei den Europameisterschaften. In Houffalize wurde er belgischer Meister im XCO und im Shorttrack (XCC). 2024 wiederholte er den Erfolg im XCO bei den Meisterschaften in Beringen.
De Froidmont vertrat Belgien seit 2014 regelmäßig bei Mountainbike-Weltmeisterschaften und -Europameisterschaften sowie im olympischen BMX-Rennen 2024. Seinen wichtigsten internationalen Sieg erzielte er 2023 beim Sakarya MTB Cup, einem Rennen der Klasse HC, also eine Stufe unter Weltcup-Niveau.

## Erfolge
2015
 Belgischer Meister – XCO (Junioren)
2023
 Belgischer Meister – XCO, XCC
2024
 Belgischer Meister – XCO